# Eldi
Eldi est une chaîne de magasins belge spécialisés dans la vente de l’électroménager, de l'audiovisuel (télévision, Hifi) et le multimédia.

## Histoire
La chaîne Eldi est fondée en 1972 sous le nom de Electro-Discount par André Vermeeren, ancien directeur commercial du constructeur de congélateur et réfrigérateur Friac,,. En 1986 Eldi (marque propriété de Electro AV depuis 1987) devient propriétaire de la marque Friac, ce qui permet à la société de proposer des produits sous sa propre marque. En 1989 Eldi a décidé d’acheter des terrains pour construire plus de magasins à travers tout le territoire belge. L’implantation principale déménage en 1996 de Kluisbergen à Leuze-en-Hainaut. 
Entre 1995 et 2017, Eldi était également actif en France avec une quinzaine de magasins répartis dans toute la région du Nord-Pas-de-Calais.